# Bebelis cuprina
Bebelis cuprina är en skalbaggsart som först beskrevs av Belon 1903.  Bebelis cuprina ingår i släktet Bebelis och familjen långhorningar. Inga underarter finns listade.